# Thecla cydia
Thecla cydia är en fjärilsart som beskrevs av William Chapman Hewitson 1874. Thecla cydia ingår i släktet Thecla och familjen juvelvingar. Inga underarter finns listade i Catalogue of Life.